# ATC code A11
ATC code A11 ویتامین‌ها زیرگروهی درمانی از سیستم طبقه‌بندی شیمیایی درمانی آناتومیک است. این سیستمِ متشکل از کدهای حرفی‌عددی را سازمان جهانی بهداشت برای طبقه‌بندی داروها و سایر تولیدات پزشکی ایجاد کرده است. زیرگروه A11 جزوی از گروه آناتومیک A مجرای گوارش و متابولیسم است.

کدهای مورد استفاده در دامپزشکی (کدهای ATCvet) را می‌توان با گذاشتن حرف Q جلو کدهای انسانی ATC ایجاد کرد: مثلاً QA11. 
ممکن است نسخه‌های ملی از طبقه‌بندی ATC حاوی کدهای اضافه‌ای باشند که در این فهرست (نسخهٔ سازمان جهانی بهداشت) نیامده باشند.

## A11Aمولتی ویتامینs, combinations

### A11AA Multivitamins withکانیs
A11AA01 Multivitamins and آهن
A11AA02 Multivitamins and کلسیم
A11AA03 Multivitamins and other minerals, including combinations
A11AA04 Multivitamins and عنصر کم‌مقدارs

## A11Cویتامین آand D, including combinations of the two

### A11CA Vitamin A, plain
A11CA01 Retinol (vitamin A)
A11CA02 بتاکاروتن

### A11CCویتامین دیand analogues
A11CC01 ارگوکالسیفرول
A11CC02 دی هیدروتاچیسترول
A11CC03 آلفاکلسیدول
A11CC04 کلسیتریول
A11CC05 کلکلسیفرول
A11CC06 کلسیفدیول
A11CC20 Combinations

## A11DVitamin B1, plain and in combination withvitamin B6and B12

### A11DA Vitamin B1, plain
A11DA01 ویتامین ب۱ (vitamin B1)
A11DA02 Sulbutiamine
A11DA03 Benfotiamine

## A11Gویتامین ث(ویتامین ث), including combinations

### A11GA Ascorbic acid (vitamin C), plain
A11GA01 Ascorbic acid (vitamin C)

### A11GB Ascorbic acid (vitamin C), combinations
A11GB01 Ascorbic acid (vitamin C) and calcium

## A11H Other plain vitamin preparations

### A11HA Other plain vitamin preparations
A11HA01 Nicotinamide
A11HA02 Pyridoxine (vitamin B6)
A11HA03 Tocopherol (vitamin E)
A11HA04 ویتامین ب۲ (vitamin B2)
A11HA05 بیوتین
A11HA06 پیریدوکسال فسفات
A11HA07 اینوزیتول
A11HA08 توکوفرسولان
A11HA30 دکسپانتنول
A11HA31 پانتوتنیک اسید
A11HA32 پنتتین